# Liga de Brasil de waterpolo masculino
La Liga de Brasil de waterpolo masculino es la competición más importante de waterpolo masculino entre clubes brasileños.

## Historial
Estos son los ganadores de liga:
- 2010: Esporte Clube Pinheiros
- 2009: Esporte Clube Pinheiros
- 2008: Esporte Clube Pinheiros
- 2007: Esporte Clube Pinheiros
- 2006: Polo aquático do Fluminense
- 2005: Esporte Clube Pinheiros
- 2004: Polo aquático do Fluminense
- 2003: Esporte Clube Pinheiros
- 2002: Polo aquático do Fluminense
- 2001: Polo aquático do Fluminense
- 2000: Club de Regatas Vasco da Gama
- 1999: Polo aquático do Fluminense
- 1998: Polo aquático do Fluminense
- 1997: Polo aquático do Fluminense
- 1996: Botafogo de Futebol e Regatas
- 1995: Botafogo de Futebol e Regatas
- 1994: Academia Fórmula SP
- 1993: Clube de Regatas do Flamengo
- 1992: Esporte Clube Pinheiros
- 1991: Club Athlético Paulistano
- 1990: Clube Paineiras do Morumby
- 1989: Clube Paineiras do Morumby
- 1988: Clube de Regatas do Flamengo
- 1987: Clube de Regatas do Flamengo
- 1986: Clube de Regatas do Flamengo
- 1985: Clube de Regatas do Flamengo

(...)
- 1982: Botafogo de Futebol e Regatas
- 1981: Botafogo de Futebol e Regatas
- 1980: Botafogo de Futebol e Regatas
- 1979: Botafogo de Futebol e Regatas
- 1978: Botafogo de Futebol e Regatas[1]

(...)
- 1970: Polo aquático do Fluminense

(...)
- 1933: TURMA da F.P.N